# ГЕС Yáohébà
ГЕС Yáohébà (姚河坝水电站) — гідроелектростанція у центральній частині Китаю в провінції Сичуань. Знаходячись між ГЕС Lìzǐpíng (вище по течії) та ГЕС Nányāhé 3, входить до складу каскаду на річці Nányāhé, правій притоці Дадухе, яка в свою чергу є правою притокою Міньцзян (впадає ліворуч до Янцзи). 
В межах проекту річку перекрили бетонною греблею висотою 36 метрів та довжиною 182 метра, яка утримує водосховище з об’ємом 1,6 млн м3 (корисний об’єм 1,1 млн м3) та нормальним рівнем поверхні на позначці 1678 метрів НРМ. Зі сховища через правобережний гірський масив прокладено дериваційний тунель довжиною 8,7 км. 
Основне обладнання станції становлять три турбіни типу Френсіс потужністю по 44 МВт, які забезпечують виробництво 691 млн кВт-год електроенергії на рік.